# The Oval (Belfast)
The Oval este un stadion de fotbal din Belfast, Irlanda de Nord. Acesta este stadionul de casă al clubului de fotbal Glentoran FC, din anul 1892.

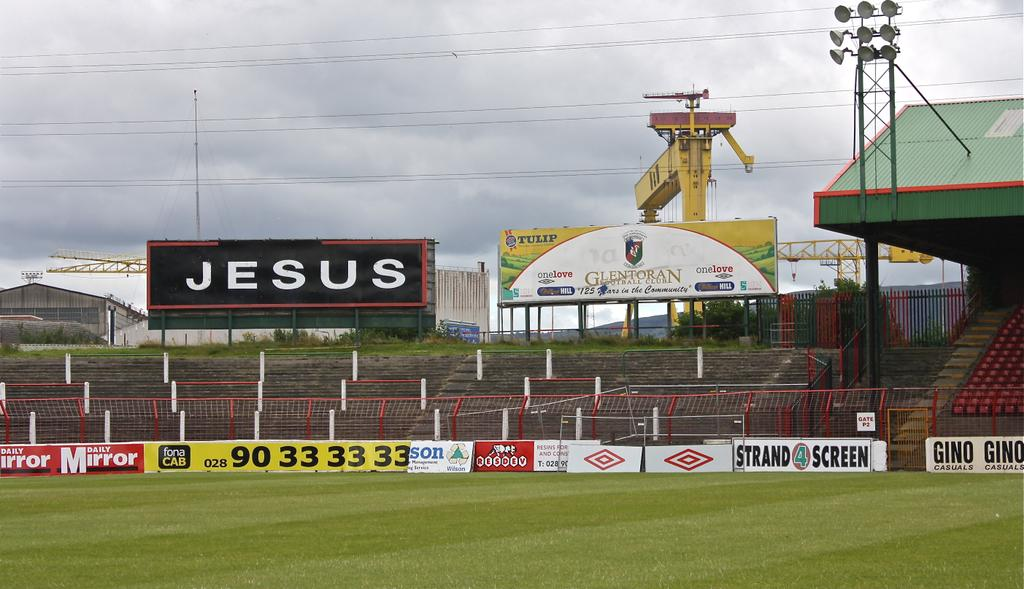

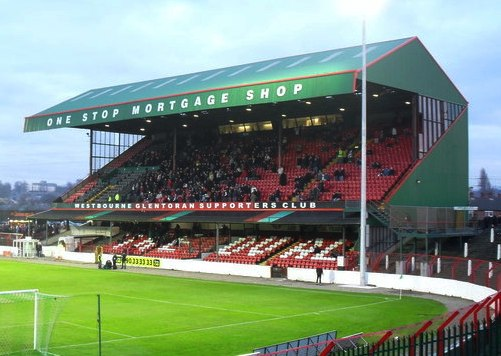